# ラノスタン
ラノスタン (lanostane) あるいは4,4,14-トリメチルコレスタン (4,4,14-trimethylcholestane) は、化学式C30H54の化学物質の一つ。多環式炭化水素、トリテルペンである。ククルビタンの異性体。
ラノスタンには2種の立体異性体存在し、それぞれ5α-および5β-の接頭辞で区別される。

5α-ラノスタン
5β-ラノスタン

5α異性体の3位炭素原子に結合した水素原子をヒドロキシル基に置換するとラノステロール（動物におけるステロイド生合成の前駆体）となる。